# Експедиција 1 (МСС)
Експедиција 1 била је први дуготрајни боравак посаде на Међународној свемирској станици (МСС). Посада експедиције је боравила на станици 136 дана, од новембра 2000. до марта 2001. године. То представља почетак непрекидног боравка људске посаде на МСС који и даље траје. Експедицију 1 је пратила Експедиција 2, која је такође имала три члана посаде.
Званичан почетак мисије је тренутак када се летелица Сојуз ТМ-31 спојила са станицом 2. новембра 2000. године. Током боравка на МСС, чланови експедиције су активирали разне системе станице, распаковали опрему и пребацили намирнице које су биле спаковане у летелици којом су лансирани. Такође су угостили три мисије спејс-шатла (СТС-97, СТС-98, СТС-102) и два брода Прогрес за аутоматско снабдевање. Пошто је ово била прва посета станици, посада је имала много посла, али су сви задаци мисије успешно обављени тако да је она проглашена успешном.
Три мисије спејс-шатла, које су посетиле станицу током ове експедиције, допремиле су опрему, намирнице и кључне компоненте за оперативну употребу свемирске станице. Прва од њих је била СТС-97 и спојила се са МСС почетком децембра 2000. године. У теретном простору шатла налазила се прва компонента система за напајање станице електричном енергијом, велики соларни панели који су повећали производњу енергије пет пута.
Друга мисија шатла која је посетила посаду експедиције 1 била је СТС-98. Спојила се са орбиталним комплексом средином фебруара 2001. године, и са собом донела велику америчку лабораторију, вредну 1,4 милијарде долара, названу Дестини (енгл. Destiny), чиме је маса станице први пут премашила масу свемирске станице Мир.
Последња мисија шатла током ове експедиције, СТС-102, спојила се средином марта исте године. Њен примарни задатак је био да замени посаду експедиције 1 новом трочланом посадом Експедиције 2. Крај прве експедиције, а самим тим и почетак друге, наступио је одвајањем шатла Дискавери, 18. марта 2001. године.
Посаду прве дуготрајне експедиције на МСС чинили су један Американац, који је био командант посаде, и два Руса, који су били летачки инжењери. Американац Вилијам „Бил“ Шеперд летео је у свемир три пута пре ове мисије, сва три пута као члан посаде спејс-шатла, чије су мисије трајале најдуже две недеље. Руси Јуриј Гидзенко и Сергеј Крикаљов већ су имали искуства са дуготрајним боравком у свемиру, током експедиција на свемирску станицу Мир, деведесетих година 20. века. Крикаљов је до тада већ имао више од једне године проведене у орбити око Земље.

## Посада
| Позиција        | Космонаут                        |
| --------------- | -------------------------------- |
| Командант       | Вилијам Шеперд, НАСА четврти лет |
| Пилот           | Сергеј Крикаљов, ФКА пети лет    |
| Летачки инжењер | Јуриј Гидзенко, ФКА други лет    |
Командант мисије, Бил Шеперд, раније је био члан морнаричких „фока“ (енгл. U.S. Navy SEALs, јединица за специјалне операције ратне морнарице САД) и једино искуство које је имао у свемирским летовима било је ограничено на мисије спејс-шатла, тако да је пред полетање на МСС имао само пар недеља искуства у орбити. Руска космичка агенција је имала сумње у избор команданта експедиције који је направила агенција НАСА, јер Бил није имао довољно искуства у дуготрајним летовима у свемир. Летачки инжењер Сергеј Крикаљов већ је провео преко годину дана у орбити, већином на станици Мир, и постаће прва особа која је посетила МСС два пута. Осећао је узбуђење када је постао прва особа која је ушла у модул Зарја (прву компоненту МСС) 1998. године. Било је то током мисије шатла СТС-88 чији је био члан, и једва је чекао да се поново врати. Јуриј Гидзенко био је командант и пилот летелице Сојуз ТМ-31 којом је посада стигла на станицу. Он је претходно боравио на станици Мир у периоду од 180 дана.
Шеперд је постао тек други амерички астронаут који је полетео у свемир руском летелицом. Први је био Норман Тагерд, који је летелицом Сојуз ТМ-21 полетео на станицу Мир, 1995. године. Шеперд је такође изјавио да ће највећи изазов у изградњи Међународне свемирске станице бити компатибилност технологија, на пример америчке и руске, које су раније биле ривали у свемирској трци, и потпуно су различите.

## Позадина
Прва компонента међународне свемирске станице био је модуо Зарја који је лансиран ракетом Протон у новембру 1998. године. Након лансирања ове компоненте, а пре доласка прве експедиције на МСС 2001. године, уследило је пет мисија спејс-шатла и још два руска лансирања. Током ових мисија достављени су још неки већи модули станице, као што су модули под притиском Јунити (енгл. Unity) и Звезда, али и први део велике греде која ће касније подржати соларне панеле, радијаторе и друге компоненте које нису под притиском. Током мисија шатла, посада је поред додавања нових модула улазила у унутрашњост постојећих и почела да отпакује намирнице и делове који су се налазили складиштени унутар модула, у лансирној конфигурацији. Пре почетка прве експедиције, Крикаљов је изјавио да очекује да ће боравак на МСС бити веома сличан оном на станици Мир, углавном због тога што су модули руског дела МСС скоро идентични модулима те руске станице, уз одређена побољшања.
Лансирање посаде прве експедиције ка МСС догодило се само 7 дана пред изборе у САД, тако да је овом лансирању у тој земљи поклоњена веома мало пажње. У то време, очекивало се да склапање станице буде готово до 2006. г. и да она буде настањена људском посадом најмање до 2015. године. Међутим, временом је дошло до више одлагања укључујући и паузу у летовима шатлова због несреће Колумбије. Станица је коначно завршена крајем 2011. године, током мисије СТС-134. Од већих модула остао је само један који није лансиран и то је Наука, заједно са роботском руком коју је развила Европска свемирска агенција. Његово лансирање је планирано за крај 2017. или почетак 2018. године.

## Хронологија експедиције
Трочлана посада експедиције боравила је на Међународној свемирској станици око четири и по месеца, од новембра 2000. до средине марта 2001. године. Главни догађаји који су обележили овај период су три мисије шатла, које су у просеку боравиле по седам дана спојене са станицом. Прва је пристигла почетком децембра, друга средином фебруара и последња у марту на крају експедиције.

### Лансирање и спајање са МСС
Трочлана посада Експедиције 1 успешно је лансирана 31. октобра 2000. године у 07.52 УТЦ, са космодрома Бајконур у Казахстану. Ракета Сојуз-У, са свемирским бродом Сојуз ТМ-31 у коме се налазила посада, полетела је са лансирне рампе Гагаринов старт, исте оне са које је 1961. године полетео Јуриј Гагарин и постао први човек у свемиру. Након 33 орбите око Земље и серије маневара за пристајање које је направио пилот Гидзенко, летелица Сојуз спојила се са крменим (задњим) отвором на сервисном модулу Звезда, 2. новембра 2000. године у 09.21 УТЦ. Деведесет минута по пристајању, Шеперд је отворио врата Сојуза, а затим и врата ка Звезди и посада је ушла у станицу.
Алфа
Крајем првог дана проведеног на МСС, Шеперд је затражио употребу позивног имена Алфа за станицу путем радија, које су он и Крикаљов преферирали у односу на незграпно Међународна свемирска станица. Назив Алфа је претходно коришћен за МСС током преговора међународних партнера почетком деведесетих година 20. века. Након молбе, позивно име Алфа усвојено је за целу Експедицију 1. Шеперд је предлагао промену позивног имена менаџерима пројекта МСС већ дуже време. По узору на поморску традицију, Шеперд је на конференцији за штампу пред лансирање изјавио: „Хиљадама година уназад људи су одлазили на море бродовима. Људи су конструисали и правили ове бродове, и лансирали их са осећајем да ће добро име брода донети срећу и успех њиховом путовању.“ Јуриј Семјонов, у то време председник корпорације Енергија, није одобравао употребу имена Алфа. Он је био под утиском да је Мир била прва свемирска станица, тако да је предлагао употребу имена Бета или Мир-2 за МСС.

### Први месец
Током првих недеља на станици чланови посаде Експедиције 1 активирали су виталне системе за одржавање атмосфере и компјутере за контролу. Такође су почели са отпакивањем ствари и опреме које су оставиле претходне мисије које су посетиле станицу пре него што је на њој било људске посаде. На почетку експедиције станица није имала довољно електричне енергије за загревање сва три модула под притиском, тако да је модул Јунити био хладан и неупотребљив. Контролори са Земље су у претходне две године користили Јунити за управљање системима станице и очитавање најважнијих параметара.
Руски аутоматски борд за снабдевање Прогрес М1-4 спојио се са станицом 18. новембра. Аутоматски систем за спајање летелице је отказао, тако да је Гидзенко морао да преузме контролу и уз помоћ ТОРУ система наведе је ка месту за спајање. Иако су мануелна пристајања постала рутина, ипак су изазивала забринутост код контролера од пошто је 1997. године покушај спајања летелице Прогрес завршио сударом са станицом Мир, чиме је нанета значајна штета и узрокован пожар унутар станице.
Космонаути су имали доста посла током првог месеца експедиције. Шепард је током једног интервјуа са новинарима на Земљи изјавио да му је највећи изазов да „спакује“ 30 сати посла у радни дан који траје 18 сати. Неки први послови су трајали дуже него што је планирано. На пример, активација пећнице за загревање хране у модулу Звезда је требало да траје 30 минута, међутим, посади је требало више од једног и по дана да је активира.

### СТС–97
Шатл Ендевор пристао је на МСС 2. децембра 2000. године. Чланови посаде која ће привремено боравити на станици су била четири Американца и један Канађанин. У теретном простору шатла налазили су се велики соларни панели који су инсталирани током мисије. Они обезбеђују потребну електричну енергију која је неопходна за вршење експеримената и напајање главних система станице. Све заједно, шатл је доставио 17 тона опреме на МСС, укључујући металне носаче за проширење, батерије, електронску и расхладну опрему.
Посада мисије СТС–97 обавила је три шетње свемиром. Врата између станице и шатла нису отворена одмах по пристајању, већ су била затворена док се не заврше све три шетње свемиром. Када су оне успешно обављене, 8. децембра 2000. године отворена су врата са обе стране и две посаде су се поздравиле по први пут. Посада Експедиције 1 искористила је ову прилику да напусти станицу и разгледа унутрашњост спејс-шатла, за шта се сматрало да ће повољно утицати на њихово психичко стање (након дужег времена проведеног у истом, скученом простору станице).
Прогрес М1–4
Пре пристајања шатла Ендевор, руски аутоматски брод за снабдевање Прогрес М1–4 који је стигао на станицу у новембру, одвојио се од станице како би се направило довољно места за пристајање шатла. Прогрес се током посете шатла налазио у паркинг орбити, на око 2 километра иза станице. Након одвајања Ендевора, Прогрес је поново спојен са станицом 26. децембра. Њиме је поново управљао Гидзенко јер ТОРУ систем, као при првом пристајању у новембру, није функционисао. Посада је провела већи део следеће седмице истоварајући садржај летелице Прогрес.
Новогодишњи и божићни празници
Божић је за посаду био нерадан дан. Пошто су чланови посаде различите вероисповести, Божић је прослављен два пута. Први пут 25. децембра по грегоријанском календару, а други пут 7. јануара, по јулијанском. У оба случаја, посада је отворила поклоне који су им достављени током посете Ендевора и летелице Прогрес. Нова година је дочекана 31. децембра, али не једном, већ 15 пута. Пошто се станица креће великом брзином у ниској орбити око Земље, прелази преко међународне датумске границе 15 пута током 24 часа. Космонаути су такође имали прилику да путем радио везе попричају са својим породицама. У данима након 25. децембра, имали су неколико интервјуа путем видео везе са новинарима на Земљи, од којих је неколико било са руским телевизијским станицама. Посада је у миру провела новогодишњу ноћ, контролори су их ослободили од обавеза како би се посада одморила. У складу са поморском традицијом, Шеперд је у дневник станице за новогодишњу ноћ унео песму у име целе посаде.

### СТС–98
Шатл Атлантис стигао је на МСС 9. фебруара 2001. године. Пет Американаца, који су чинили посаду шатла, радили су заједно са посадом Експедиције 1 на извршавању задатака који су планирани током мисије СТС–98. Ова мисија је првобитно планирана за средину јануара, али је НАСА одложила полетање због забринутости око одређених каблова инсталираних на шатлу. Главни задатак мисије био је инсталација америчке лабораторије Дестини (енгл. Destiny laboratory), чија је маса 16 тона. Лабораторија је маневрисана у положај за причвршћивање са остатком станице уз помоћ роботске руке шатла, којом је управљала Марша Ивинс. Астронаути Томас Џоунс и Роберт Курбим помогли су око повезивања лабораторије током свемирске шетње. Вредност лабораторије Дестини је 1,4 милијарде долара, и користи се скоро искључиво за истраживање и спровођење научних експеримената. Током ове шетње свемиром, дошло је до цурења расхладне течности – амонијака, па је постојао ризик од контаминације. Цурење се догодило када је Курбим повезивао расхладне цеви са лабораторијом Дестини, међутим шетња је настављена по плану и проглашена је успешном. Након ње, уследиле су још две шетње свемиром које су прошле без проблема. Док је Атлантис био повезан са станицом, контрола оријентације станице је пребачена са ракетних потисника на електричне жироскопе, који су инсталирани у септембру 2000. године. Они се нису употребљавали раније зато што је станици недостајала неопходна навигациона електроника.
Посада Експедиције 1 је на станици провела преко три месеца, тако да је Шеперд, пред крај мисије шатла, изјавио да је „спреман да се врати кући“. НАСА је користила различите технике како би спречила да посада осети ефекте психолошке баријере назване тромесечни зид, која је стварала проблеме космонаутима током експедиција у свемиру. На пример, дозвољавали су космонаутима да више разговарају са својим породицама путем видео телефона, и сугерисали им да гледају омиљене филмове и слушају музику коју воле.
Прогрес М–44
Брод за снабдевање Прогрес М–44 спојио се са модулом Звезда 28. фебруара 2001. године. То је била трећа посета аутоматског брода за снабдевање током прве експедиције. Прогрес је доставио ваздух, ракетно гориво за одржавање орбиталне висине, храну (укључујући црни и бели лук, и као посластицу јужно воће) и другу опрему. Летелица је остала спојена са МСС и током боравка Експедиције 2, до 16. априла. Тада је одвојена од станице и истог дана усмерена да изгори у атмосфери изнад јужног Пацифика, као и све остале летелице Прогрес.

### СТС–102
Шатл Дискавери спојио се са станицом 10. марта 2001. године. У шатлу се налазило седам космонаута – три члана Експедиције 2 који су касније заменили посаду Експедиције 1, и још четири Американца који су били чланови посаде мисије СТС–102. Неколико часова по спајању са станицом, отворена су врата обе летелице и посада станице је примила „госте“ који ће на њој боравити наредних 10 дана. Овим је оборен рекорд по броју људи који су се у једном тренутку нашли унутар Међународне свемирске станице. Дан након пристајања, астронаути Џим Вос и Сузан Хелмс изашли су у шетњу свемиром која је завршена након скоро девет сати (8 сати и 56 минута), чиме је постављен рекорд по дужини свемирске шетње, који је још увек на снази. Шетња је трајала дуже од очекиваних 7 сати делом због грешака астронаута. Једну од тих грешака направио је Џим Вос, када је случајно испустио један од алата који астронаути користе током шетњи. Пошто није успео да га ухвати на време, алат је одлетео у свемир. Контролори на Земљи пратили су путању алата и одлучили да упале потиснике Дискаверија како би повећали орбиталну висину станице за четири километра и тиме избегли могући судар станице са свемирским отпадом. Иако тај објекат није био претерано велики, због великих брзина којима се тела крећу у орбити, чак и најмањи предмет може да направи велику штету.
Замена посаде експедиција
До 14. марта станица је званично добила нову посаду, Експедиција 1 је предала станицу на коришћење Експедицији 2, али је Шепард остао командант све док се шатл није одвојио од станице. Сваког јутра током посете шатла астронаутима је пуштана песма за буђење, а 14. марта када је посада експедиције 1 предала команду над станицом Експедицији 2, посаду је пробудила песма „Should I Stay or Should I Go“ у извођењу састава The Clash. Ова песма била је музичка жеља Шепердове жене. Шеперд, који је раније служио у морнарици, изјавио је током промене команде: „Нека опстане добра воља, дух и осећај мисије који смо ми осећали. Нека су вам пуна једра.“ Командант шатла Дискавери, Џим Ведерби узвратио је: „Капетану Шеперду и његовој посади: дивимо се вашој мисији док се припремамо да вас вратимо кући. Ово је била напорна дужност за вас. Овај брод није изграђен у безбедној луци, изграђен је на немирном мору.“

### Одвајање и слетање
Боравак посаде на станици званично је окончан, након четири и по месеца, одвајањем шатла Дискавери од станице 18. марта 2001. године. Посада Експедиције 1 вратила се на Земљу са посадом мисије СТС–102, која се приземљила на писту свемирског центра Кенеди, 21. марта 2001. године у 02.30 по локалном времену. Занимљиво је да је два дана након слетања свемирска станица Мир плански усмерена у Земљину атмосферу, где се распала и изгорела након 15 година проведених у орбити.

## Дневне активности
Током типичног дана на МСС сваки космонаут време распоређује на више акивности: физичке вежбе, монтажа компоненти и одржавање станице, рад на различитим експериментима, комуникација са особљем на Земљи, слободно време и подмиривање биолошких потреба (у њих спадају одмор и храна). Дневни распоред посаде је обично усклађен са универзалним временом (УТЦ), на пример, планирано је да се посада буди тоном који се оглашава у 05.00 УТЦ. Међутим, током експедиције, космонаути су већином буђени између 06.00 и 07.00 УТЦ. Време у коме посада спава је повремено померано, како би се космонаути прилагодили доласку шатла или аутоматског брода за снабдевање.
Након тона за буђење, посада је имала време за умивање, доручак и читање електронске поште коју су им проследили контролори са Земље. Током радног дана су имали паузу за ручак, у подне по УТЦ, док се дан завршавао поподне разговором са контролорима у вези планирања активности за следећи дан. Дан се завршавао неким видом забаве, посада је често гледала филм или макар део филма; сматрало се да је ово добар начин да се чланови посаде боље упознају и психички одморе од дневних активности. Након што су одгледали филм 2010, наставак чувеног филма 2001: Одисеја у свемиру, Шеперд је прокоментарисао: „Чудан је осећај када гледате филм о експедицији у свемиру, када сте стварно члан експедиције у свемиру“.
Веома битна ставка у дневном распореду посаде биле су физичке вежбе. На станици су у то време постојале три справе за вежбање: бицикл–тренажер, трака за трчање (енгл. Treadmill with Vibration Isolation Stabilization – TVIS) и справа за дизање тегова. Бицикл се покварио у децембру 2000. и није поправљен све до марта наредне године. Трака за трчање, на којој су се користили еластични канапи за одржавање положаја космонаута, дизајнирана је тако да смањи вибрације које су се стварале током трчања. Обична трака за трчање стварала би толике вибрације да би могло да дође до померања сегмената станице и утицала би на осетљиве научне експерименте. И трака за трчање се покварила у фебруару, али су космонаути успели да је поправе алатима које су имали на станици, тако да је враћена у употребу пар дана након квара.

### Комуникација са Земљом
Космонаути су користили руску VHF комуникациону опрему (други назив Регул радио веза), која се налази у модулима Звезда и Зарја, за комуникацију са руским контролним центром мисије (ЦУП, рус. Центр управления полётом), који се налази у Корољову, недалеко од Москве. Ова опрема је коришћена све док модул Јунити није био спреман за употребу, у децембру 2000. године. Руска технологија није имала могућност комуникације уз помоћ сателита, па је посада била ограничена на комуникацију током прелета преко руске територије која је била у домету земаљских антена. Ови прелети су трајали свега 10–20 минута. Мисија СТС–97 доставила је комплет соларних панела на МСС, тако да је након њихове инсталације било довољно електричне енергије за покретање система унутар модула Јунити, међу којима је и радио. Ова опрема омогућила је скоро трајну комуникацију са контролом мисије у Хјустону, путем сателита агенције НАСА за комуникацију у ниској орбити (TDRS, енгл. Tracking and Data Relay Satellite).
Током мисије СТС–106 у септембру 2000. године на станицу је достављена радио-аматерска опрема. Прву комуникацију са Земљом, уз помоћ ове опреме, обавили су чланови Експедиције 1, 13. новембра током прелета изнад Москве. Недуго након тога, комуникација је успостављена током прелета изнад истраживачког центра Годард, који се налази у Мериленду. Космонаути су изјавили да је квалитет гласа путем радио–аматерске опреме био најбољи од свих начина комуникације са Земљом.
Пројекат Аматерски радио на међународној свемирској станици (енгл. Amateur Radio on the International Space Station), или скраћено АРМСС, састојао се у томе да посада МСС повремено комуницира путем аматерског радија са школама и клубовима радио–аматера на Земљи. Прва школа која је успоставила контакт са МСС била је ОШ Лутер Бурбанк из предграђа Чикага. Разговор је првобитно био планиран за 19. децембар 2000. године, међутим, због техничких проблема, он је одложен за 21. децембар 2000. године. Због велике брзине станице, која се креће 27.743,8 km/h, разговори су могли да трају само 5–10 минута, што је било довољно да ученици поставе десетак питања.

### Научне активности
За разлику од каснијих експедиција, посада Експедиције 1 није имала превише времена за истраживање и спровођење научних експеримената, јер је приоритет био оспособљавање станице за сталан боравак космонаута. Експеримент са кристалима плазме, под званичним називом PKE-Nefedov, био је први експеримент из области природних наука који је спроведен на МСС. Он је осмишљен у сарадњи Макс Планк института из Немачке и Руске академије наука. Током ове експедиције Шеперд, Крикаљов и Гидзенко спровели су укупно 22 научна експеримента, у поређењу са 191 експеримената колико се спроводи током Експедиције 45 у 2015. години, што показује колико је МСС прерасла из грађевинског у научни подухват.
Као и током претходних мисија, космонаути су снимили велики број фотографија Земље са МСС, све заједно преко 700, које су постављене на посебном сајту тако да су доступне за ширу јавност. Ове фотографије су део пројекта који има за циљ да документује динамичне догађаје који се дешавају на површини Земље, као што су олује, пожари или ерупције вулкана. На пример, фотографија која је снимљена 1. јануара 2001. г. приказује планину Кливленд на Аљасци, на којој се види облак дима само месец дана пре ерупције. Посада је 23. јануара 2001. године имала јединствени поглед на облак вулканског дима који се уздизао из вулкана Попокатепетл, који се налази око 70 km југоисточно од Мексико Ситија (слика горе десно).
Пример експеримента који није захтевао стално присуство космонаута је раст кристала протеина. Овај експеримент је извођен и у прошлости, током мисија спејс-шатла и на станици Мир. Циљ је био стварање бољих протеинских кристализација од оних које се спроводе на Земљи, јер кристали који расту у микрогравитационом окружењу могу да буду већи и боље организовани. Такви кристали могу да омогуће добијање тачнијих модела протеинске структуре. Узорци су донети на МСС замрзнути у течном азоту у контејнеру сличном термосу на -196 °C у запечаћеним пластичним капиларним цевима. На станци је азот загрејан и узорци су постепено отопљени током периода од осам дана. Кад су узорци достигли температуру станице од 22 °C, кристали су почели да се формирају. Од 23 протеина и вируса који су испитани током Експедиције 1, само четири су резултовала успешном кристализацијом, што је било мање од очекиваног. Међу онима који су успели био је нискокалорични заслађивач тауматин, чији су се кристали преламали у већој резолуцији него они на Земљи, чиме се дошло до прецизнијег модела протеинске структуре.
Једно од истраживања се бавило бројем откуцаја срца чланова посаде и нивоом угљен-диоксида унутар станице, како би се проценио утицај физичких вежби на космонауте.

### Снимање у IMAX формату
Током целог боравка на МСС, посада Експедиције 1 снимала је материјал за документарни филм у IMAX формату, под називом Свемирска станица 3D. Неки од битнијих момената у филму су први улазак космонаута у модул Дестини, током мисије СТС–98, затим снимци посаде током умивања и бријања у нултој гравитацији и пристајање шатла Дискавери током мисије СТС–102, током које је дошло до промене команде на МСС.

## Занимљивости
Вилијам Шеперд је током интервјуа, који је дао новинарима на 10. годишњицу Експедиције 1, изјавио: „Када је инсталирана лабораторија Дестини имали смо по први пут прилику да гледамо доле, ка Земљи, и тек тада смо схватили да је Земља тамо, а ми овде, 300 km изнад, и да не постоји брзи начин да се вратимо кући. Занимљиво је да смо могли да показујемо места на површини где смо рођени и где смо радили. Једном приликом, док смо Јуриј, Сергеј и ја стајали поред прозора и причали о таквим местима, Јуриј је прстом показао на писту на којој је служио као пилот авиона МиГ-21, и био у стању приправности током Хладног рата. Онда сам ја показао на места на којима сам служио у морнарици и био спреман за акцију. Био је то чудан тренутак. Тада смо схватили да смо део нечег већег од нас самих.“

## Галерија
- Ова слика снимљена је са МСС док је летела на висини од 200 наутичких миља изнад Хималаја. Највиши врх на слици је Даулагири, седми највиши на свету.
- Посада Експедиције 1 увежбава вештине преживљавања у водама Црног мора.
- Крикаљов (стоји) и Шеперд (излази из капсуле) увежбавају вештине преживљавања близу Звезданог града у Русији.

- Слева: Гидзенко, Шеперд и Крикаљов уживају уз свеже воће током боравка на МСС.
- Сергеј Крикаљов фотографише унутрашњост станице током првих дана Експедиције 1.
- Шеперд и Гидзенко пролазе кроз процедуре при активирању пећнице за загревање хране.